# 直名丁宜島
直名丁宜島（Tebing Tinggi Island）是印度尼西亞廖內省梅兰蒂群岛县的島嶼，位於蘇門答臘島北面的馬六甲海峽，北面是朗桑島，西面是巴東島。